# Christian Ochsenfeld
Christian Ochsenfeld (* 1968 in Karlsruhe) ist ein deutscher theoretischer Chemiker und Hochschullehrer an der Ludwig-Maximilians-Universität München (LMU).
Ochsenfeld studierte Chemie in Karlsruhe, wo er 1994 bei Reinhart Ahlrichs promoviert  wurde mit der Dissertation Theoretische Untersuchungen an Alkalihalogenid-Clustern. Als Post-Doktorand war er bis 1998 an der University of California, Berkeley. Danach war er als Liebig- und Emmy Noether Stipendiat an der Universität Mainz, wurde 2002 Professor an der Universität Tübingen und 2010 Professor für theoretische Chemie an der LMU.
Er befasst sich mit linear skalierenden ab initio Methoden für große Systeme von Molekülen, Berechnung von molekularen Eigenschaften (zum Beispiel NMR-Spektren) und intermolekularen Kräften. Er wandte quantenmechanische Berechnungen und Simulation in der Molekularbiologie an, zum Beispiel bei der DNA-Reparatur.
2017 organisierte er den WATOC-Kongress in München.

## Schriften
- Quantenchemie für Moleküle mit 1000 und mehr Atomen, Nachrichten aus der Chemie, Band 58, 2010, S. 331
- mit J. Kussmann, F. Koziol: Ab-Initio NMR Spectra for Molecular Systems with a Thousand and More Atoms: A Linear-Scaling Method, Angew. Chemie Int. Ed., Band 43, 2004, S. 4485–4489